# Lijst van voetbalinterlands Japan - Servië
Deze lijst van voetbalinterlands is een overzicht van alle officiële voetbalwedstrijden tussen de nationale teams van Japan en Servië. De landen speelden tot op heden drie keer tegen elkaar. De eerste ontmoeting, een vriendschappelijke wedstrijd, werd gespeeld in Osaka op 7 april 2010. Het laatste duel, eveneens een vriendschappelijke wedstrijd, vond plaats op 11 juni 2021 in Kobe.

## Wedstrijden
| № | Plaats   | Datum           | Competitie        | Wedstrijd      | Uitslag |
| - | -------- | --------------- | ----------------- | -------------- | ------- |
| 1 | Osaka    | 7 april 2010    | Vriendschappelijk | Japan – Servië | 0 – 3   |
| 2 | Novi Sad | 11 oktober 2013 | Vriendschappelijk | Servië – Japan | 2 – 0   |
| 3 | Kobe     | 11 juni 2021    | Vriendschappelijk | Japan − Servië | 1 − 0   |

## Samenvatting
| Competitie        | Totaal gespeeld | Winst Japan | Gelijk | Winst Servië | Doelsaldo Japan – Servië |
| ----------------- | --------------- | ----------- | ------ | ------------ | ------------------------ |
| Vriendschappelijk | 3               | 1           | 0      | 2            | 1 − 5                    |
| Totaal            | 3               | 1           | 0      | 2            | 1 − 5                    |

## Details

### Eerste ontmoeting
| Vriendschappelijk (Osaka, Japan, 7 april 2010): |       |                                                     |
| Japan                                           | 0 – 3 | Servië                                              |
|                                                 | goals | 15' Dragan Mrdja 23' Dragan Mrdja 60' Nemanja Tomić |

### Tweede ontmoeting
| Vriendschappelijk (Novi Sad, Servië, 11 oktober 2013): |       |       |
| Servië                                                 | 2 – 0 | Japan |
| Dušan Tadić 15' Miloš Jojić 90+1'                      | goals |       |